# Oscar Espinosa Chepe
Óscar Manuel Espinosa Chepe (29 tháng 11 năm 1940 – 23 tháng 9 năm 2013) là nhà kinh tế học và nhà bất đồng chính kiến người Cuba. Ông là một trong số khoảng 75 nhà bất đồng chính kiến bị chính quyền Cuba bắt và bị phạt tù trong vụ Mùa Xuân đen năm 2003. Espinosa bị kết án và bị tống giam như một tên phản bội. Tổ chức vụ Ân xá Quốc tế đã tuyên bố ông là một tù nhân lương tâm.

## Sự nghiệp
Ông tốt nghiệp môn kinh tế học ở Đại học La Habana. Từ năm 1965 tới năm 1968 Espinosa làm việc trong nhóm cố vấn kinh tế của thủ tướng Fidel Castro. Từ năm 1970 tới 1984, Espinosa là người chịu trách nhiệm về hợp tác khoa học và kỹ thuật giữa nền kinh tế Cuba với Tiệp Khắc, Nam Tư và Hungary. Ông là cố vấn kinh tế của tòa đại sứ Cuba tại Belgrade.
Trong thập niên 1980, Espinosa ngày càng thất vọng về các chính sách kinh tế của chính phủ Cuba. Sau đó ông làm việc ở trụ sở chính của Ngân hàng trung ương Cuba, phụ trách về nội thương và du lịch. Theo như tường trình thì năm 1996 ông bị sa thải.
Từ đó, Espinosa đã viết nhiều bài báo phân tích và bình luận về kình tế cùng các vấn đề khác, phần lớn các bài đó là phê bình các chính sách của chính phủ và phủ nhận các báo cáo chính thức của chính phủ. Bị ngăn chặn không được đăng ở Cuba, Espinosa đã đưa các bài báo đó ra đăng trên các báo quốc tế.
Trên 5 năm, ông cũng làm chủ chương trình phát thanh hàng tuần tên là "Charlando con Chepe" (Nói chuyện gẫu với Chepe), trên đài Radio Martí, một đài phát thanh trong nước do Hoa Kỳ hỗ trợ. Trong các chương trình này, ông đã bình luận về nhiều khía cạnh của kinh tế Cuba.

## Bị bắt và ra tòa
Ngày 19 tháng 3 năm 003, Espinosa bị bắt sau khi nhân viên an ninh đã khám xét căn hộ của ông trong 10 giờ. Trong phiên tòa ngày 3 tháng 4 năm 2003, Espinosa bị buộc tội có các "hoạt động chống lại sự toàn vẹn lãnh thổ và chủ quyền quốc gia". Chính quyền cũng cho rằng Espinosa đã nhận tiền từ nước ngoài, thu thập các mảnh báo cắt ra về những cuộc gặp gỡ giữa các đại diện của chính phủ Mỹ với các nhà bất đồng chính kiến Cuba, cùng các hoạt động khác. Chính phủ cho rằng đã tìm thấy số tiền 13.600 USD khâu trong lớp vải lót của áo jacket của ông trong khi khám xét nhà ông và cho rằng số tiền này là tiền ông nhận từ chính phủ Hoa Kỳ.
Sau đó Espinosa bị đưa ra tòa xét xử và bị tuyên phạt 20 năm tù. Phiên tòa xử kín, chỉ kéo dài vài giờ, và không cho các nhà ngoại giao nước ngoài cũng như báo chí quốc tế tham dự. Espinosa bị xử tội vi phạm điều 7 và 11 của Luật 88 bảo vệ nền độc lập quốc gia và Kinh tế của Cuba (Ley de Protección de la Independencia Nacional y la Economía de Cuba) cũng như hoạt động chống lại "nền độc lập và sự toàn vẹn lãnh thổ của Cuba" (điều 19 của Bộ luật Hình Cuba). Espinosa bị giam trong một xà lim chung với 26 bạn đồng tù khác.
Sau khi đơn kháng án của Espinos bị bác, vị đại diện của Ủy ban Nhân quyền Liên Hợp Quốc (United Nations Commission on Human Rights), Christine Chanet, đã đưa ra lời kêu gọi chủ tịch nước Cuba hãy dùng quyền hạn của mình ân xá cho ông nhân danh Ủy ban Nhân quyền Liên Hợp Quốc.

## Phóng thích
Espinosa được thả khỏi nhà tù cùng với nhà văn Raúl Rivero ngày 29 tháng 11 năm 2004, sau 19 tháng ngồi tù. Chính quyền thả ông trước thời hạn vì sức khỏe vốn đã yếu ớt của ông đã ngày càng suy yếu trầm trọng trong thời gian ở tù. Espinosa bị nhiễm trùng mạn tính ở thận, bị thoát vị ở ngực, bị chứng huyết áp cao dai dẳng, và sụt thể trọng. Vào đầu tháng 4 năm 2003, sau nhiều tuần bị giam giữ, đôi chân của ông bị sưng phù, da ông trở thành vàng vọt, và ông bị sụt hơn 20 kg (40 pounds) thể trọng. Theo báo cáo thì các điều kiện giam giữ khắt khe ở nhà lao, trong đó có nước uống không an toàn và thức ăn nghèo nàn chỉ gồm chủ yếu là cơm cùng đậu xẻ ra.